# Park Narodowy Dolnej Zambezi
Park Narodowy Dolnej Zambezi (ang. Lower Zambezi National Park) – park narodowy w południowo-wschodniej Zambii, w środkowym biegu rzeki Zambezi, naprzeciw położonego na jej drugim brzegu Parku Narodowego Mana Pools w Zimbabwe. Powierzchnia parku wynosi 4092 km².
Środowisko geograficzne parku ukształtowane jest przez zmienny poziom wód Zambezi. Dominuje roślinność piaszczystych brzegowisk rzeki, podmokłych łąk i wód stojących. Suche tereny porośnięte są lasami, zdominowanymi przez drzewa mahoniowe, hebanowce, baobaby i figowce.
Tereny wzdłuż Zambezi są jedynym stałym źródłem wody w obrębie wielu kilometrów, co sprawia, że w parku zbierają się też liczne zwierzęta. Spotyka się tu m.in. słonie, bawoły, lamparty i gepardy. Żyją tu też krokodyle i hipopotamy. 